# Kozie Żebro
Kozie Żebro (847 m n.p.m.) – szczyt w zachodniej części Beskidu Niskiego.
Leży w dość długim i wąskim ramieniu górskim, odgałęziającym się od głównego grzbietu Karpat w rejonie szczytu Obycz (788 m n.p.m.) i schodzącym w kierunku północno-zachodnim, w widły Ropy i Zdyni, na północny wschód od Wysowej. Wraz z położonymi w tym samym ramieniu szczytami Jaworzynki (869 m n.p.m., ok. 1,9 km na południowy wschód) i szczytu zwanego Skałka (820 m n.p.m., ok. 1,8 km na północny zachód) tworzy charakterystyczny, dość wyrównany wał górski o stromych stokach, dobrze wyróżniający się w panoramach.
„Oryginalną nazwę nadali podobno temu szczytowi austriaccy kartografowie, którzy znaleźli na nim szkielet sarny, potocznie zwanej tu kozą”.
Od grudnia 2024 rejon szczytu objęty jest obszarem rezerwatu przyrody Kozie Żebro.
Piesze szlaki turystyczne:
- Izby – Ropki – Hańczowa – Kozie Żebro (847 m n.p.m.) – Regietów – Rotunda (771 m n.p.m.) – Zdynia (Główny Szlak Beskidzki)
- Ostry Wierch (938 m n.p.m.) – Wysowa – Kozie Żebro (847 m n.p.m.) – Skwirtne – Smerekowiec (Szlak im. Wincentego Pola)